# Dümpten (Mülheim an der Ruhr)
Dümpten, Mülheim an der Ruhr-Dümpten — dzielnica miasta Mülheim an der Ruhr w Niemczech, w kraju związkowym Nadrenia Północna-Westfalia.